# هاري لانج (مصمم الإنتاج)
هاري لانج (بالإنجليزية: Harry Lange)‏ هو مصمم الإنتاج بريطاني، ولد في 7 ديسمبر 1930 في أيسناخ في ألمانيا، وتوفي في 22 مايو 2008.

## وصلات خارجية
- هاري لانج على موقع IMDb (الإنجليزية)
- هاري لانج على موقع أول موفي (الإنجليزية)
- هاري لانج على موقع قاعدة بيانات الأفلام السويدية (السويدية)
- هاري لانج على موقع قاعدة بيانات الفيلم (الإنجليزية)
- هاري لانج على موقع كينوبويسك (الروسية)